# جان رو (بازیگر)

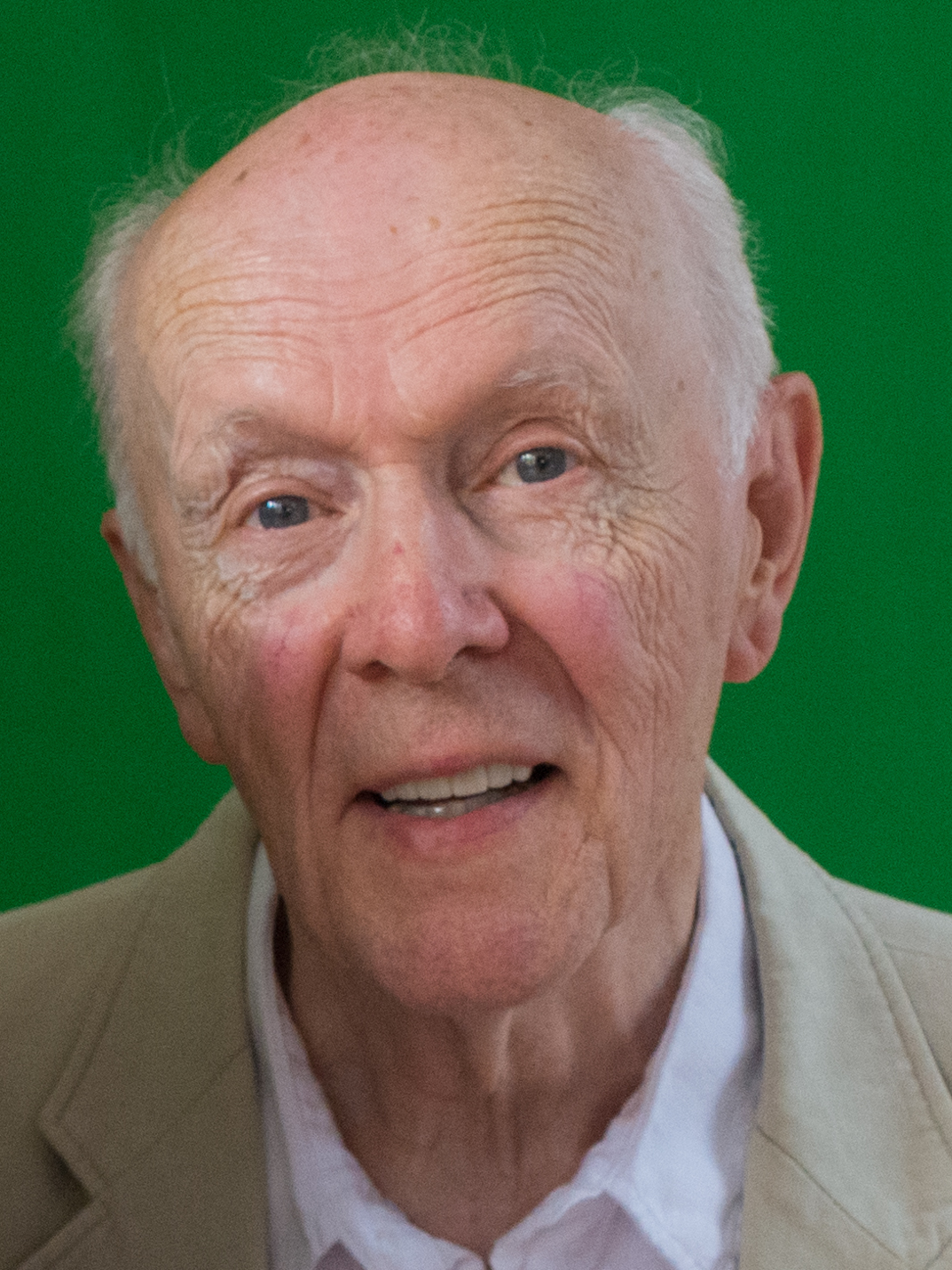
جان رو

جان رو (انگلیسی: John Rowe؛ زادهٔ ژانویه ۱۹۴۱) یک هنرپیشه اهل بریتانیا است.
از فیلم‌ها یا برنامه‌های تلویزیونی که وی در آن نقش داشته‌است، می‌توان به فرشته، شهر هالبی، نزدیکی صمیمانه و پوآرو اشاره کرد.